# Hermann (Missouri)
Hermann è un comune degli Stati Uniti d'America, situato nello Stato del Missouri, nella contea di Gasconade, della quale è il capoluogo.